# Кавкаска Албанија
Албанија (лат. Albania, стгрч.  []), уобичан назив је Кавкаска Албанија како би се направила разлика од савремене државе Албаније (изворно име ове земље је непознато), назив је за историјску област на источном Кавказу, која се налазила на територији данашњег Азербејџана и јужног дијела Дагестана. Око првог вијека прије нове ере и послије нове ере земља јужно од Великог Кавказа и сјеверно од Малог Кавказа је подјељене између Колхиде на западу, Иберије у средини и Албаније на истоку. Југозапад је припао Јерменији, а југоисток Атропатени.
Након оснивања Партијског царства краљеви Кавкаске Албаније су замијењени Арсакидском династијом и касније је насљеђује друга персијска династија у 5. вијеку, Михраниди.

## Геоними
Агуанк (старојерменски: Աղուանք Алуанкʿ, савремени јерменски: Աղվանք Агванк ’) је јерменско име за кавкаску Албанију. Јерменски аутори помињу да је име изведено од речи „алу“ («աղու») што на јерменском значи љубазно. Термин Агуанк је полисемичан и такође се користи у јерменским изворима за означавање региона између река Кур и Аракес као дела Јерменије. У другом случају се понекад користи у облику „јерменски Агуанк“ или „Хаи-Агуанк“.
Јерменски историчар региона Мовсес Каганкатватси, који је оставио једини мање-више потпун историјски извештај о региону, објашњава име Агванк као изведеницу из речи алу (јерменски за слатко, меко, нежно), што је, рекао је, био надимак првог гувернера кавкаске Албаније Аран и односио се на његову попустљиву личност. Мовсес Каганкатватси и други древни извори објашњавају Аран или Архан као име легендарног оснивача кавкаске Албаније (Агван) или чак иранског племена познатог као Алани (Алани), који је у неким верзијама био син Нојевог сина Јафета. Џејмс Дарместетер, преводилац Авесте, упоредио је Аран са Аиријаном Ваџего за коју је такође сматрао да је била у региону Аракес-Арарат, иако модерне теорије то подручје смештају на исток Ирана.
Партијско име за регију било је Ардхан (средњоперсијски: Аран). арапски је био ар-Ран. На грузијском је био познат као რანი (Рани). На старогрчком се звала Αλβανια Albania. Како су се звали њени становници, није познато.

## Географија
У предисламско доба, Кавкаска Албанија / Аран био је шири концепт од концепта исламског Арана. Древни Аран је покривао цело источно Закавказје, које је обухватало већи део територије данашње Азербејџанске Републике и део територије Дагестана. Међутим, у постисламско доба географски појам Аран се сводио на територију између река Куре и Аракса.
Древна кавкаска Албанија лежала је на југоисточном делу планина Великог Кавказа. На западу га је ограничавала Кавкаска Иберија (данашња Грузија), северно Сарматија, источно Каспијско море и западно уз реку Куру провинције Арцах и Утик у Јерменији. Ове границе, међутим, вероватно никада нису биле статичне - понекад је територија Кавкаске Албаније обухватала копно западно од реке Куре.
Албанија или Аран у исламско доба био је троугао земље, низије на истоку и планине на западу, настале спајањем река Куре и Араса, Миљска равница и делови Муганске равнице, и у предисламско доба, приближно је одговарала територији данашње Републике Азербејџан.

Окрузи Албаније били су:
- Камбисен
- Гртару
- Елни/Ксени
- Бег
- Шаке
- Холмаз
- Капалак
- Хамбаси
- Гелаву
- Хеџери
- Каладашт

Главни град краљевине током антике била је Кабала (Габала; Капалак).
Класични извори су једногласни у томе да је река Кура (Кирос) постала граница између Јерменије и Албаније након што су Јермени у 2. веку пре нове ере освојили територије на десној обали Куре.

Првобитна територија Албаније била је приближно 23.000 km². После 387. године нове ере, територија Кавкаске Албаније, коју научници понекад називају „Великом Албанијом“, порасла је на око 45 000 km². У 5. веку главни град је пренесен у Партав у Утику, за који се извештава да га је средином 5. века изградио албански краљ Ваче II, али према речима М. Л. Чаумонт-а, постојао је раније као јерменски град.
У средњовековној хроници „Аџајиб ад Дунија“, коју је у 13. веку написао непознати аутор, наводи се да је Аран био 30 фарсаха (200 км) у ширину и 40 фарсаха (270 км) у дужину. Сва десна обала реке Куре док се није спојила са Арасом приписана је Арану (лева обала Куре била је позната као Ширван). Границе Арана су се током историје померале, понекад обухватајући читаву територију данашње Републике Азербејџан, а понекад само делове Јужног Кавказа. У неким случајевима Аран је био део Јерменије.
Средњовековни исламски географи дали су описе Арана уопште и његових градова, међу којима су били Барда, Бејлаган и Гаџа, заједно са другима.

## Етногенеза
Првобитно су бар неки Кавкаски Албанци вероватно говорили лезгинске језике блиске онима који се налазе у савременом Дагестану; мада се укупно у Кавкаској Албанији могло да говорити чак 26 различитих језика.
Након што су се Кавкаски Албанци христијанизовани у 4. веку, делове становништва асимилирали су Јермени (који су доминирали у провинцијама Арцах и Утик који су раније били одвојени од Краљевине Јерменије) и Грузијци (на северу), док су источне делове Кавкаске Албаније исламизовали и апсорбовали ирански, а потом и турски народи (модерни Азербејџанци). Мали остаци ове групе и даље постоје независно и познати су као народ Уди. Предисламско становништво Кавкаске Албаније могло је играти улогу у етногенези низа модерних етничких група, укључујући Азербејџанце из Кабале, Закатале, Шакија и Огуза. Јермена из места Варташен и Шаки, Грузијаца из Кахетије и Херети (Ингилојци), Лакца, Лезгина и Тасахура у Дагестану.

### Писмо и језици

#### Кавкаски албански језик
Према јерменским средњовековним историчарима Мовсесу Хоренацију, Мовсесу Каганкатватсију и Кориуну, кавкаском Албанцу (јерменски назив језика је Агванк, матерњи назив језика је непознат) абецеду је створио Месроб Маштотс, јерменски монах, теолог и преводилац који је такође заслужан за стварање јерменског писма. Ова абецеда је коришћена за записивање језика Уди, који је вероватно био главни језик кавкаских Албанаца.
Корјун, ученик Месроба Маштотса, у својој књизи Живот Маштотса писао је о томе како је његов учитељ створио абецеду:
Затим је дошао и посетио их један старији човек, Албанац по имену Бењамин. И он (Маштоц) се распитао и испитао варварску дикцију албанског језика, а затим је преко своје уобичајене богомдане оштрине ума изумео азбуку, коју је он, благодаћу Христовом, успешно организовао и довео у ред.
Кавкаска албанска абецеда од педесет два слова, која подсећа на грузијске, етиопске и јерменске знакове, преживела је кроз неколико натписа и јерменски рукопис из 15. века. Овај рукопис, Матенадаран бр. 7117, који је први пут објавио Илија Абуладзе 1937. године, је језички приручник који представља различите абецеде за поређење - међу њима су и јерменска абецеда, грчка, латинска, сиријска, грузијска, коптска и кавкаска албанска. Абецеда је носила наслов: „Алуаникʿ гирн е“ (јерменски: Աղուանից գիրն Է, што значи „Ово су албанска слова“).
Године 1996. Заза Алексидзе из Грузијског центра рукописа открила је у манастиру Свете Катарине на планини Синај у Египту текст написан на пергаменту који је поново коришћен у грузијском палимпсесту. 2001. Алексидзе је његово писмо идентификовао као кавкаски албански, а текст као рани лекториј који датира можда пре 6. века. Многа слова откривена у њему нису била на албанском алфабету наведеном у јерменском рукопису из 15. века.
Муслимански географи Ел Мукадаси, Ибн Хавкал и Естахри забележили су да се у престоници Барди и остатку Арана у 10. веку и даље говорило језиком који су називали аранским.

#### Ирански језици
Ирански контакт у региону сеже од Међана и ахеменидских времена. Током ове династије Арсакида у кавкаској Албанији, партски језик се проширио по региону.
 Могуће је да су језик и литература за администрацију и вођење евиденције царске канцеларије за спољне послове природно постали партски, на основу арамејске абецеде. Према Туманофу: „превласт хеленизма, као и под Артакдима, сада је пратила превласт„ иранизма “, и, симптоматски, уместо грчког, као и раније, партски је постао језик образованих“.

Оснивањем Сасанида, средњоперсијски језик, блиско повезан са партијским, постао је званични језик Сасанидског царства. У то време персијски језик је уживао још више успеха од кавкаског албанског језика и цео регион је био под великим утицајем Ирана. Према Владимиру Минорском: „Присуство иранских насељеника у Закавказју, а посебно у близини превоја, мора да је играло важну улогу у апсорбовању и потискивању староседелачких становника. Таква имена као што су Шарван, Лајзан, Бајлакан итд. сугеришу да се иранска имиграција одвијала углавном из Гилана и других региона на јужној обали Каспијског мора “. Присуство персијског језика и иранске културе наставило се током исламске ере.

## Религија
Изворно становништво Кавказа следило је различите паганске религије. Под утицајем Ахеменида, Парта и посебно Сасанида, у региону се раширио и зороастризам. Хришћанство је почело да се шири крајем 4. века у доба Сасанида.
Арапско освајање и халкедонска криза довели су до озбиљног распада Цркве Кавкаске Албаније. Почев од 8. века, велики део локалног становништва прешао је на ислам. До 11. века у Партаву, Кабали и Шакију већ су постојале саборне џамије; градовима који су били средиште вере кавкаског албанског хришћанства.
Ове исламизоване групе касније ће бити познате под именом Лезгини и Цахури или ће се мешати са туркијским и иранским становништвом да би формирали данашње Азере, док су оне које су остале хришћанске Јермени постепено апсорбовали или су наставили да постоје самостално и биће познати као народ Уди.
Кавкаска албанска племена Херети прешла су у источно православље за време владавине Динар, краљица Херетија у 10. веку. Грузијском православном црквом сада је званично управљала верским пословима ове мале кнежевине. Године 1010. држава Херети се утопила у суседно грузијско краљевство Кахети. На крају, почетком 12. века, ове земље постале су део Грузијског краљевства под управом Давида Градитеља, чиме је коначно завршен процес њихове грузификације.

## Историја
Историја Кавкаске Албаније у преиоду старијем од пре 6. века пре нове ере није позната.

### Међански и Ахемендиски период
Према једној хипотези, кавкаска Албанија је била укључена у Међанско царство, већ у 7. или 6. веку пре нове ере. Међутим, најчешће се верује да је све већи персијски утицај на регион био повезан са одбраном северних граница Персије, од инвазије номада. Пстоји могућност да је још у време у време Ахеменидског царства биле предузете мере намењене утврђивању(заштити) кавкаских превоја. Средином 6. века пре нове ере, Албанија је укључена у Ахеменидско царство; након чега је је била под управом односно контролом ахеменидске сатрапије Медије. Изградња утврђења и капија у Дербенту и околини традиционално се приписује Сасанидском царству.

### Хеленистички период
Грчки историчар Аријан први пут помиње (можда анахроно) кавкаске Албанце у бици код Гаугамеле, где су се Албанци, Међани, Кадуси и Сакае налазили под командом Атропата. Албанија се први пут у историји појављује као вазална држава у царству Тиграна Великог од Јерменије (95-56. п. н. е.). Краљевина Албанија настала је на источном Кавказу у 2. или 1. веку пре нове ере и заједно са Грузинима и Јерменима формила је једну од три нације на Јужном Кавказу. Албанија је дошла под јак верски и културни утицај Јерменије.
Херодот, Страбон и други класични аутори више пута помињу Каспијце, али изгледа да о њима не знају много; групишу се са осталим становницима јужне обале Каспијског мора, као што су Амарди, Анариаке, Кадуси, Албани (види доле) и Вити (Ератостен и Страбон, 11.8.8), а њихова земља (Каспиане) могла бити део Албаније (Теофан Митиленије и Страбон, 11.4.5).
У 2. веку пре нове ере делове Албаније освојила је Краљевина Јерменија, вероватно од Међана (мада је то можда раније био део Оронтидске Јерменије).
Првобитно становништво територије на десној обали Куре пре јерменског освајања састојало се од различитих аутохтоних људи. Древне хронике пружају имена неколико народа који су насељавали ове области, укључујући регионе Арцах и Утик. То су били Утијанци, Микијанци, Каспијци, Гаргари, Сакасењани, Гелијанци, Содианци, Лупењани, Баласаканиани, Персијци и Парћани. Према Роберту Х. Хевсен-у, ова племена „сигурно нису била јерменског порекла“, и „иако су се овде морали насељавати одређени ирански народи током дугог периода персијске и међанске владавине, већина староседелаца чак није била ни по пореклу од Индоевропљана“. Такође се наводи да је неколико народа на десној обали Куре „било у великом степену јерменизовано и да се у многе од њих заправо није могло сумњати“. Многи од тих људи и даље су били навођени као различити етнички ентитети када су кавкаски Албанци 387. године нове ере заузели десну обалу Куре.

### Римско царство
Постојала је трајна веза Албаније са античким Римом.
Латински натпис на стени близу планине Бојукдаш у Гобустану у Бакуу, у којем се помиње Legio XII Fulminata, најисточнији је римски доказ. У Албанији су Римљани први пут стигли до Каспијског мора.
Римски новац је кружио у Кавкаској Албанији до краја 3. века нове ере. Два денаријуса која су откривена у слоју из 2. века пре нове ере искована су у време Клодије и Цезар . Аугустов новац је свеприсутан. Благо Кабале открило је денарие са ликовима римских царева Отона, Веспазијана, Трајана и Хадријана.
У раздобљу 69-68. године п. н. е. Лукул je, савладавши јерменског владара Тиграна II, успео да се приближи границама Кавкаске Албаније a наследио га је Помпеј.
После зимовања 66-65. п. н. е. Помпеј је покренуо у Иберијску кампању. Страбон о њему извештава на рачун Теофана Митиленског који је у њему учествовао. Како је посведочила Камила Тревер, Помпеј је стигао до албанске границе у модерном азербејџанском реону Казах. Играр Алијев је доказао да су у то време овај простор звали Камбисена где су углавном живели сточари. Када је форсирао реку Алазан, напале су га снаге Ороезеса, краља Албаније, и на крају их победиле. Према Плутарху, Албанце је „предводио краљев брат по имену Косис, који је чим су борбе почеле да се одвијају из непосредне близине, насрнуо на самог Помпеја и ударио га копљем по прегибу грудног коша; али Помпеј је успео да га преусмери кроз тело противника и убио га “. Плутарх је такође известио да је „после битке Помпеј кренуо у марш до Каспијског мора, али га је мноштво смртоносних гмизаваца вратило назад када је био удаљен само три дана и повукао се у Малу Јерменију“. Први краљеви Албаније сигурно су били представници локалног племства, о чему сведоче њихова нејерменска и неиранска имена (Ороезес, Косис и Зобер у грчким изворима).
Сматра се да је становништво Кавкаске Албаније из римског периода припадало или народима североисточног Кавказа или народима Јужног Кавказа. Према Страбону, Кавкаски Албанци су били група од 26 племена која су живела северно од реке Куре и свако од њих је имало свог краља и свој језик. Негде пре 1. века пре нове ере они су се удружили у једну државу и њима је владао један краљ.
Страбон је о кавкаским Албанцима у 1. веку пре нове ере написао:
У садашње време заиста је један краљ влада свим племенима, али раније су неколицином племена владали одвојено њихови краљеви, у складу са њихових неколико језика. Имали су двадесет и шест језика, јер нису имали једноставних средства за међусобни однос.
Албанију помиње и Дионисије Перијегетес (2. или 3. век нове ере), који Албанце описује као народ ратника, коју живе поред Ибераца и Грузијаца.
1899. године у близини азербејџанског села Калагах ископана је сребрна плоча са римском тореутиком. Натпис на стени у близини југоисточног дела Бојукдашевог стопала (70 км од Бакуа) открио је 2. јуна 1948. азербејџански археолог Ишаг Џафарзадех. Легенда гласи IMPDOMITIANO CAESARE•AVG GERMANIC L•IVLIVS MAXIMVS> LEG XII•FVL. Према Домицијановим насловима у њему, с тим у вези марш се догодио између 84. и 96. године. Натпис је проучавао руски стручњак Јевгени Пахомов, претпостављајући да је удружена кампања покренута да би се контролисала Дербентска врата и да је легија под називом XII Fulminata кренула или из Мелитена, своје сталне базе, или из Јерменије, где се можда преселила од раније. Пахомов је претпоставио да је легија непрекидно настављала са кретањем до места дуж реке Арас. У каснијој верзији, објављеној 1956, стоји да се легија тада стационирала у Кападокији, док је центурион можда био у Албанији са неком дипломатском мисијом, јер су за разговоре са источним владарима римски заповедници обично слали центурионе.
1953. године откривено је дванаест Августових денаријуса. 1958. године један денаријус, искован 82. године нове ере, откривен је у Шемахи ризници.
Током владавине римског цара Хадријана (117-138) Албанију су напали Алани, иранска номадска група.
Ова инвазија подстакла је савезништво између Рима и Кавкаских Албанаца које је ојачано под Антонином Пијем 140. године нове ере. Сасаниди су заузели подручје око 240. године, али је после неколико година Римско царство повратило контролу над Кавкаском Албанијом.
Заправо, 297. године споразумом из Нисибиса предвиђено је поновно успостављање римског протектората над Кавкаском Иберијом и Албанијом. Али, педесет година касније, Рим је изгубио ово подручје које је од тада постало саставни део Сасанидског царства.

### Партски период
Под партијском влашћу, ирански политички и културни утицај се повећао у региону. Без обзира на спорадичу превласт Рима, земља је сада била део - заједно са Иберијом (Источна Грузија) и (Кавкаском) Албанијом простора, где су владали други огранци Арсакида - породичне федерације пан-Арсакида (владарске династије Партског царства). У културном погледу, превласт хеленизма, као и под Артаксијадама, сада је пратила превласт „иранизма“, и, симптоматски, уместо грчког, као и раније, партски је постао језик образованих. У овом периоду упад су извели Алани који су између 134 и 136 напали Албанију, Медију и Јерменију, продирући чак до Кападокије. Али партски краљ Вологаз их је наговорио да се повуку, вероватно тако што им је платио.

### Сасанидски период
У раздобљу 252-253, Кавкаску Албанију, заједно са кавкаском Иберијом и Великом Јерменијом, освојило је и себи припојило Сасанидско царство. Албанија је постала вазална држава Сасанидског царства, али је задржала своју монархију; албански краљ није имао стварну моћ и већина цивилних, верских и војних функција лежала је у рукама сасанидског марзбана (војном гувернер) те територије.
Римско царство је поново стекло контролу над Кавкаском Албанијом као вазалном државом на неколико година око 300. године нове ере, али су онда Сасаниди повратили контролу и потом доминирали тим подручјем вековима све до арапских инвазија.
Албанија се помињала међу сасанидским провинцијама наведеним у тројезичном натпису Шапура I на Накше Рустаму.
Средином 4. века, албански краљ Урнаир је стигао у Јерменију и крстио га је Григорије Просветитељ, али се хришћанство у Албанији идаље ширило само постепено, а албански краљ је остао веран Сасанидима. После поделе Јерменије између Византије и Персије (387. године нове ере), Кавкаска Албанија је уз помоћ Сасанида успела да освоји од Јерменије целу десну обалу реке Куре до реке Аракс, укључујући Артсах и Утик.
Средином 5. века, сасанидски краљ Јездигерд II је донео едикт којим се од свих хришћана у његовом царству захтева да пређу на зороастризам, плашећи се да би се хришћани могли повезати са Римским царством, које је недавно усвојило хришћанство као своју званичну религију. То је довело до побуне Кавкаских Албанаца, заједно са Јерменима и Грузинима. У бици код Аварајра, савезничке снаге Кавкаске Албаније, Грузије и Јерменије, посвећене хришћанству, претрпеле су пораз од сасанидске војске. Много јерменског племства је побегло у планинске пределе Кавкаске Албаније, посебно у Артак, који је постао центар отпора сасанидској Персији. Овде се преселио и верски центар албанске државе. Међутим, албански краљ Ваче, рођак Јездигерда II, био је присиљен да пређе на зороастризам, али је убрзо потом поново прешао у хришћанство.
Средином 5. века, по налогу персијског краља Пероза I, краљ Ваче је у Утику саградио град који се у почетку звао Перозабад, а касније назван Партав и Барда; учинио га је главним градом Албаније. Партав је био седиште албанских краљева и персијског марзбана, а 552. године нове ере седиште албанских католикоса (црквена титула на истоку) је такође пребачено у Партав.
После смрти краља Вачеа, Кавкаска Албанија је остала без краља на тридесет година. Сасанидски краљ Балаш поново је успоставио кавкаску албанску краљвину поставши Вачагана, сина Јездигерда и брата краља Вачеа, за краља Кавкаске Албаније.
Крајем 5. века древна краљевска кућа Арсакида Албаније, огранак владајуће династије из Партије, изумрла је, а у 6. веку су је заменили принчеви персијске или партијске породице Михранида, који су тврдили да потичу од Сасанида. Преузели су персијску титулу Араншах (тј. Шах Арана, персијско име Кавкаске Албанија). Владајућа династија је добила име по свом персијском оснивачу Михрану, који је био далеки рођак Сасанида. Династија Михранида опстала је под муслиманским сизеренством до 821-22.
Крајем 6. и до почетка 7. века територија Кавкаске Албаније је постала поприште сукоба у ратовима између Сасанидске Персије, Византије и Хазарског каната, потоња два су врло често деловала као савезници против Сасанидске Персије. Године 628., током Трећег персијско-турског рата, Хазари су напали Кавкасаку Албанију, а њихов вођа Зиебел прогласио се за господара Кавкаске Албаније, наплаћујући порез везан за трговце и рибаре на рекама Кура и Аракес „по угледу на премер земље у Персијском краљевству ". Већи део Закавказја био је под влашћу Хазара пре доласка Арапа. Међутим, неки други извори наводе да су Хазари касније напустили регион због политичке нестабилности.
Према Петру Голдену, „постојани притисак турских номада био је типичан за хазарску еру, иако нема недвосмислених референци о сталним насељима“, док је Владимир Минорски изјавио да је, у исламско доба, „град Кабала који се налазио између Ширвана и Шакиа је био место где су Хазари вероватно били насељени “.

### Утицај јерменске политике, културе и цивилизације
Јерменска политика, култура и цивилизација одиграли су пресудну улогу у читавој историји Кавкаске Албаније (Агхванк, на јерменском). Ово може сматрати, због чињенице да су након поделе Краљевства Јерменије 387. године нове ере коју су извршили Персијско и Византијско царство, јерменске провинције Артсах и Утик биле одвојене од јерменског царства и Персијанци су их укључили у јединствену провинцију (марзпанат) звану Агхванк (Аран). Ова нова јединица обухватала је: изворну Кавкаску Албанију, основану између реке Куре и Великог Кавказа; племена која живе дуж каспијске обале; као и Артсах и Утик, две територије које су сада одвојене од Јерменије.
Јерменски средњовековни атлас Ашкхаратсуитс (Աշխարացույց), који је у 7. веку саставила Ананиа Ширакатси (Անանիա Շիրակացի, али се понекад приписује и Мовсесу Хоренатси-у), категорише Артсах и Утик као провинције Јерменије упркос њиховом претпостављеном одвајању од Јерменског Краљевства и њиховог политичког одвајања повезаност са Кавкаском Албанијом и Персијом у време његовог писања. Ширакатси прецизира да су Артсах и Утик „сада одвојени“ од Јерменије и укључени у „Агхванк“, и он се стара да разликује овај нови ентитет од старог „Агхванка строго говорећи“ (Բուն Աղվանք) који се налази северно од реке Куре. Будући да је био хомогенији и развијенији од изворних племена северно од Куре, јерменски елемент је преузео политички живот Кавкаске Албаније и био је у могућности да наметне свој језик и културу.
Јерменско становништво Артсаха и Утика остало је на свом месту као и читава политичка, социјална, културна и војна структура провинција. У 5. веку, рани средњовековни историчар Хоренатси (Խորենացի) сведочи да је становништво Артсаха и Утика говорило јерменски, а река Кура је, према његовим речима, означавала „границу јерменског говора“ (... զեզերս հահական խօսիցս). мада то не значи да се његово становништво састојало искључиво од етничких Јермена.
Све оно мало што се зна о Кавкаској Албанији после 387. године проистиче из текста Историја земље Агхванк (Պատմություն տմություանից Աշխարհի) који се приписује двојици јерменских аутора: Мовсесу Кагханкатватсију и Мовсесу Дасхурантсију. Овај текст, написан на староерменском, у суштини представља историју јерменских провинција Артсах и Утик. Кагханкатватси, понављајући Хоренатсија, помиње да је само име „Агхванк“ / „Албанија“ јерменског порекла и повезује га са јерменском речју „агху“ (աղու, што значи „врста“, „доброхотан“). Хоренатси наводи да је „агху“ надимак који је добио принц Арана, кога је јерменски краљ Вологасес I (Вахарш I) именовао за гувернера североисточних провинција које се граниче са Јерменијом. Према легендарном предању у којем извештава Хоренатси, Аран је био потомак Сиска, предак Сиунида јерменске провинције Сиуник, а самим тим и праунук из прадомовине Јермена, и Праотаца Хаика. Кагханкатватси и други јерменски аутор, Киракос Гандзакетси, потврђују Аранову припадност Хајковој крвној линији називајући Араншахикса „хајказијском династијом“.
У „Историји“ Кагханкатватсија и у историјском тексту јерменског ствараоца из раног средњег века и аутора Агатангелоса, разматрају феудални систем Краљевине Агхванк, укључујући и његову политичку терминологију, био је јерменски. Као и у Јерменији, за племиће Агхванка користе се изрази накхарарс (նախարար), азатс (ազատ), хазарапетс (հազարապետ), марзпетс (մարզպետ), шинаканс (շինական) итд.
Кнежевске породице, које су касније поменуте у Каганкатватсијевој „Историји ...“, биле су укључене у Табелу чинова названу „Гахнамак“ (директан превод: „Списак престола“, Јерм. Գահնամակ) Краљевине Јерменије, која је дефинисала аристократску хијерархију Јерменије. Принчевске породице Кавкаске Албаније такође су биле укључене у Табелу војски под називом „Зоранамак“ (Јер. Զորանամակ) Краљевине Јерменије која је утврђивала војне обавезе кључних аристократских породица према јерменском краљу у време рата.
Као и у Јерменији, „албанско“ свештенство користило је искључиво јерменске црквене изразе за свештеничку хијерархију (катхоликос / կաթողիկոս, вардапет / վարդապետ, саргаваг / սարգավագ, итд.). Препознатљиво је да је велика већина топонима јерменска, ако не и сви топоними који се налазе у „Историји“. Не само да су имена већине градова, села, планина и река јединствено јерменски морфолошки, потпуно исти топоними били су и налазе се и у другим деловима историјске Јерменије. Укључују коренски керт („град“) за градове (Јер .: կերտ, попут Дастакерта, Хнаракерта - упореди са Тигранакертом или модерним Стапанакертом у Нагорно Карабаху), шен и кан (село) за села (Јер. Շեն, и կան, као што су Карашен или Диутакан) итд.
Имена већине владара, обичног народа и свештенства у „Историји ...“ Каганкатвација су јединствено јерменска. Многа од ових имена преживела су вековима и још увек их користе само модерни Јермени. Ту спадају: Вачаган (ՎաՎագան), Ваче (Վաչե), Бакур (Բակուր), Тагухи (Թագուհի), Вртанес (ՎրթաննՎրթ), Виро (Վիրո), Вараз-Трдат (Վարազ-Տրդաթ), Марут (Մարութ) итд. Нека од ових имена могу се са јерменског превести као уобичајене речи: нпр. Тагухи значи „краљица“, а Вараз „дивља свиња“. Заправо, Јермени до данас користе прво име Агхван (Աղվան) које се директно односи на Краљевство Агхванк.
После поделе, главни град Кавкаске Албаније премештен је са територија на источној обали реке Куре (за коју су Јермени говорили „Агхванк Пропер, Јер. Բուն Աղվանք) у Партав, смештен у бившој јерменској провинцији Утик. Уследио је пренос седишта верског вође Краљевине Албаније (Катхолицос) са територија северно од Куре у Партав.
Краљевство Албанија је прешло на хришћанство почетком 4. века уз помоћ никог другог до јерменског јевангелизатора Светог Григорија Просветитеља (Јер. Սբ. Գրիգոր ԼուսաԼուս), који је крстио Јерменију у прву хришћанску државу 301. године нове ере. Отприлике 330. године нове ере, унук светог Григорија, свети Григорис, васељенски поглавар источних провинција Јерменије, одређен је за епископа Краљевине Агхванк. Маузолеј у коме се налазе остаци Григориса, манастир Амарас стоји као најстарији датирани споменик у Нагорно Карабаху. Амарас је започео свети Григорије, а довршио сам свети Григорис.
Према традицији, у манастиру Амарас била је смештена прва јерменска школа у историјској Јерменији, коју је почетком 5. века отворио изумитељ јерменске абецеде Свети Месроб Маштоц. Свети Месроб Маштоц је био изузетно активан у проповедању Јеванђеља у Артсаху и Утику.„Историја“ Мовсеса Кагханкатватсија посвећује четири одвојена поглавља мисији светог Маштотса, позивајући се на њега као на „просветитеља“ и „свеца“ (поглавља 27, 28 и 29 прве књиге и поглавље 3 друге књиге). Свеукупно, свети Месроб је три пута путовао у Краљевину Албанију где је обишао не само јерменске земље Артсах и Утик већ и територије северно од реке Куре.
Кагханкатватсијева „Историја“ описује јерменски утицај на цркву Агхванк, чија се надлежност протезала од Артсах-а и Утика до региона северно од реке Куре, на територијама „изворне“, „пред-јерменске“ Кавкаске Албаније. Једна од последица овога била је то што је јерменски језик прогресивно заменио албански језик као језик цркве и државе (и то само ако је уопште постојао било који „албански“ језик што је сумњиво јер је описано да становништво Албаније / Агхванка од чак 26 различитих племена). У истом 7. веку јерменски песник Давтак Кертогх пише своју Елегију о смрти великог принца Џуаншера, где сваки одломак започиње словом јерменског писма по абецедном реду.

### Христијанизација
Многобожачка религија у Кавкаској Албанији била је усредсређена на обожавање три божанства, које је Interpretatio RomanaИскошен текст одредио као Сол, Зевса и Луну.
Хришћанство је почело да улази у Кавкаску Албанију рано, према Мовсесу Кагханкатватсију, већ током 1. века. Прву хришћанску цркву у региону саградио је свети Јелисеј, ученик Тадеја Едеског, на месту званом Гис. Убрзо након што је Јерменија усвојила хришћанство као своју државну религију (301. године нове ере), кавкаски албански краљ Урнаир отишао је у седиште Јерменске апостолске цркве да прими крштење од светог Григорија Просветитеља, првог јерменског патријарха.
Краљ Вачаган III помогао је учвршћивању хришћанства у Кавкаској Албанији, путем синода који је црквеним правним правима омогућио да се уреде нека домаћа питања. Године 498. наше ере (у другим изворима, 488. наше ере) у насељу названом Алуен (Агхуен) (данашња област Агдам у Азербејџану), сазван је црквени савет Кавкаске Албаније за усвајање закона који даље јачају положај хришћанства у Кавкаској Албанији.
Црквењаци из Кавкаске Албаније су учествовали у мисионарским напорима на Кавказу и у Понтијској регији. 682. године, католикос, Израел, предводио је неуспешну делегацију да Алпа Илуетуера, владара севернокавкаских Хуна, преведе у хришћанство. Црква Кавкаске Албаније је одржавала бројне манастире у Светој земљи. У 7. веку Вараз-Григора, владара Албаније, и „његов народ“ крстио је цар Ираклије у Гардману.
Након свргавања Нерсеса 705. године, елиција Кавкаских Албанаца одлучила је да поново успостави традицију ређења својих католикоиа преко патријарха Јерменије, као што је то био случај пре 590. године. Овај догађај се генерално сматра укидањем Цркве Кавкаске Албаније и снижавањем њеног конфесионалног статуса на статус католиката у телу Јерменске апостолске цркве.

### Исламски период
Сасанидска Албанија пала је након исламског освајање Персије средином 7. века и била је укључена у Рашидунски калифат. Албански краљ Џаваншир, најистакнутији владар династије Михранида, борио се против арапске инвазије калифа Османа на страни сасанидског Ирана. Суочен са претњом арапске инвазије на југу и хазарске офанзиве на северу, Џаваншир је морао да призна власт калифата. Арапи су се тада поново ставили ову ретиторију под управу јерменског гувернера.
До 8. века, „Албанија“ је сведена на строго географску и титуларну црквену конотацију, а као такву су је називали средњовековни јерменски историчари; на њеном месту никле су бројне кнежевине, попут оне јерменске кнежевине и краљевине Хачен, заједно са разним кавкаским, иранским и арапским кнежевинама: кнежевина Шададиди, кнежевина Ширван, кнежевина Дербент. Већим делом региона владала је персијска династија Саџид од 890. до 929. године. Регија је понекад била део провинције Абасида у Јерменији на основу нумизматичких и историјских доказа.
Ране муслиманске владајуће династије тог времена укључивале су Равадиде, Саџиде, Салариде, Шададиде, Ширваншахсе, и емирате Шеки и Тифлис. Главни градови Арана у раном средњем веку били су Барда (Партав) и Ганџа. Барда се истакла у 10. веку и у њој је била смештена ковница новца. Руси и Нордијци су Барду више пута отпуштали у 10. веку као резултат каспијских експедиција Руса. Барда никада није оживела након ових упада, а као главни град заменио ју је Бајлакан, који су заузврат опљачкали Монголи 1221. године. Након тога се Ганџа истакла и постала централни град регије. Као главни град династије Шададида, Ганџа је током њихове владавине сматрана „мајком градова Арана“.
Територија Арран је постала део Селџучког царства, а затим држава Илдегизид. Накратко га је узела династија Кхваризмид, а затим га преотело монголско царство Хулагу у 13. веку. Касније је постала део држава Чобанида, Џалајирида, Тимурида и Сафавида.

### Азербејџанска историографија
Историја Кавкаске Албаније била је главна тема азербејџанских ревизионистичких теорија, које су се нашле под критиком западних и руских академских и аналитичких кругова, а често су биле окарактерисане као „бизарне“ и „узалудне“.
У свом чланку „Албански мит“ руски историчар и антрополог Виктор Шнирелман показао је да су азербејџански академици „преименовали истакнуте средњовековне јерменске политичке вође, историчаре и писце који су живели у Нагорно Карабаху и Јерменији у„ Албанце “. Шнирелман тврди да су ови напори први пут започети педесетих година 20. века и да су били усмерени ка „отргавању становништва раносредњовековног Нагорно Карабаха од њиховог јерменског наслеђа“ и „чишћењу Азербејџана од јерменске историје“. Седамдесетих година Азербејџан је прешао са игнорисања, попуштања или прикривања јерменског историјског наслеђа у совјетском Азербејџану на његово погрешно приписивање и погрешно карактеризовање као примера азербејџанске културе произвољним проглашавањем „Кавкаских Албанаца“ прецима модерних Азербејџанаца. С тим у вези, Томас де Ваал, научник из Карнегијеве задужбине за међународни мир, пише о политичком контексту азербејџанског историјског ревизионизма:
Овај прилично бизаран аргумент има снажни политички подтекст да је Нагорно Карабах у ствари био део територија Кавкаских Албанаца и да Јермени на њега нису имали право.
Кључни ревизионистички метод који су користили азербејџански научници поменутих од стране Счнирелмана и других био је „поновно објављивање древних и средњовековних извора, где је термин„ јерменска држава “рутински и систематски уклоњен и замењен са„ албанска држава “. Амерички аутор Џорџ Боурноутиан даје примере како је то урадио Зија Бунјадов, потпредседник Азербејџанске академије наука, који је стекао надимак „најистакнутији азербејџански арменофоб“.
Према де Ваалу:
Буниатовљеви научни подаци били су сумњиви. Касније се испоставило да су два чланка која је објавио 1960. и 1965. године о Кавкаској Албанији директни плагијатизам. Под својим именом, једноставно је објавио, неатрибуиране, преводе два чланка, која су на енглеском изворно написали западни научници Ц.Ф.Џ. Довсет и Роберт Хевсен.
Хевсен, историчар са Рован Колеџа и признати ауторитет на овом пољу, написао је у својој свесци Јерменија: Историјски Атлас у издању Чикаго Университи Прес-а:
Научници треба да буду на опрезу када користе совјетска и постсовјетска азербејџанска издања азербејџанских, персијских, па чак и руских и западноевропских извора штампаних у Бакуу. Они су уређивани како би се уклониле референце на Јермене и дистрибуирани су у великом броју последњих година. Када користе такве изворе, истраживачи би требали тражити предсовјетска издања кад год је то могуће.
- Роберт Хевсен[131]

Према де Ваалу, ученица Буњадова, Фарида Мамадова, „узела је албанску теорију и употребила је да потисне Јермене са Кавказа. Она је преселила Кавкаску Албанију у данашњу Републику Јерменију. Све те земље, цркве и манастири у Републици Јерменији - сви су били Албански. Ниједна света јерменска чињеница није остала нападнута ". Де Ваал описује Мамадову као софистицирани крај онога што је„ у Азербејџану заиста постало врло туп инструмент ". И Зија Бунјадов и Фарида Мамадова познати су по својим антијерменским изјавама у јавности и памфлетима.
Историјски ревизионизам у Азербејџану подржао је бројне политике на терену, укључујући културни вандализам усмерен против јерменских споменика у совјетском и постсовјетском Азербејџану. Јерменски спомен-камени крстови познати као „хачкари“ на територији Азербејџана редовно су погрешно представљани као они које су начинили „Кавкаски Албанци“ и пре и после независности Азербејџана. Даље, погрешна карактеризација јерменских хачкара као наводно нејерменских споменика Кавкаске Албаније била је повезана са актима културног вандализма против јерменских историјских споменика у Нахичевану. Уништавање Хачкара у Нахчивану односи се на систематску кампању владе Азербејџана за потпуно рушење јерменског гробља у Џулфи са хиљадама јерменских хачкара у близини града Џулфа (на јерменском познатом као Џугха), Нахчивана. Тврдње Јермена да је Азербејџан систематски водио кампању уништавања и уклањања споменика први пут су се појавиле крајем 1998. године, а те оптужбе обновљене су 2002. и 2005. године. Реагујући на оптужбе које су изнеле Јерменија и међународне организације, Азербејџан је лажно тврдио да Јермени никада нису постојали на тим територијама. У децембру 2005. један азербејџански званичник изјавио је у интервјуу за ББЦ да Јермени „никада нису живели у Нахчивану, који је азербејџанска земља од памтивека, и да зато нема јерменских гробља и споменика и да их никада није било“. Адам Т. Смит, антрополог и ванредни професор антропологије на Универзитету у Чикагу, уклањање хачкара назвао је "срамотном епизодом у односу човечанства према прошлости, ароматичним чином владе Азербејџана који захтева оба објашњења и поправка “. Смит и други научници, као и неколико америчких сенатора, потписали су писмо УНЕСЦО-у и другим организацијама у којима осуђују владу Азербејџана. Азербејџан уместо тога тврди да споменици нису јерменског, већ кавкаског албанског порекла, што, према Томасу Де Ваалу, није заштитило „гробље од дела у историјским ратовима“.
Јерменско културно наслеђе на земљама које су у средњем веку биле привремено повезане са Кавкаском Албанијом такође су постале мете азербејџанских националиста током Првог рата око Нагорно-Карабаха. Роберт Беван пише: „Азербејџанска кампања против јерменске енклаве Нагорно Карабах започета 1988. године праћена је културним чишћењем које је уништило манастир Егхеазар и још 21 цркву“.

Анти-јерменски културни вандализам у Азербејџану извршен уз употребу ревизионистичких теорија о Кавкаској Албанији забележен је и у северном Азербејџану, где су норвешки археолози били укључени у рестаурацију јерменско-грузијске цркве у селу Киш у близини града Шаки. Азербејџанци су избрисали јерменске натписе на зидовима цркве, што је довело до званичне жалбе норвешког министарства спољних послова.
Јерменско наслеђе било је главна, али не и једина мета напада азербејџанских историчара и политичара. Азербејџански државници користили су ревизионистичке теорије о Кавкаској Албанији у текућем азербејџанско-грузијском спору око територијалног статуса комплекса манастира Давид Гареја, грузијског духовног и историјског споменика који се делимично налази на територији Азербејџанске Републике. Давид Гареја грузијски православни манастирски комплекс изграђен на стенама у региону Кахетија у источној Грузији, на полупустињским падинама планине Гареја, неких 60–70 км југоисточно од главног града Грузије Тбилисија. Гиорги Мањгаладзе, заменик министра спољних послова Грузије, предложио је да би Грузија била спремна да замени другу територију за остатак Давида Гареје због њеног историјског и културног значаја за Грузијце. Баку не одобрава ову замену земљишта, а априла 2007. заменик министра спољних послова Азербејџана Халаф Халафов рекао је на конференцији за новинаре у Бакуу да "не долази у обзир" да Азербејџан "одустане од потраживања према пограничним земљама", укључујући манастир Давида Гареја. Халафов је тада изјавио да је у манастиру „био дом Кавкаских Албанаца, за које се верује да су били најранији становници Азербејџана“. Грузијски историчар уметности Димитри Туманишвили одбацио је ову тврдњу и изјавио да је комплекс „покривен радом грузијских мајстора“. "Свуда постоје грузијски натписи који датирају из шестог века", рекао је "тамо нема трагова друге културе. После тога, мислим да вам нису потребни додатни докази".